# الحزب الشيوعي التركي / الماركسي اللينيني (مركز الحزب الماوي)
الحزب الشيوعي التركي / الماركسي اللينيني (مركز الحزب الماوي) (بالتركية: Türkiye Komünist Partisi/Marksist-Leninist (Maoist Parti Merkezi))‏ هو حزب شيوعي سري في تركيا، يشن حاليًا حربًا ضد الحكومة التركية. تأسس الحزب عام 1987 عندما انفصل عن الحزب الشيوعي التركي (الماركسي اللينيني).

## روابط خارجية
- الموقع الرسمي
- الموقع القديم
- اكتيدارا (صحيفة)